# 溪北六興宮

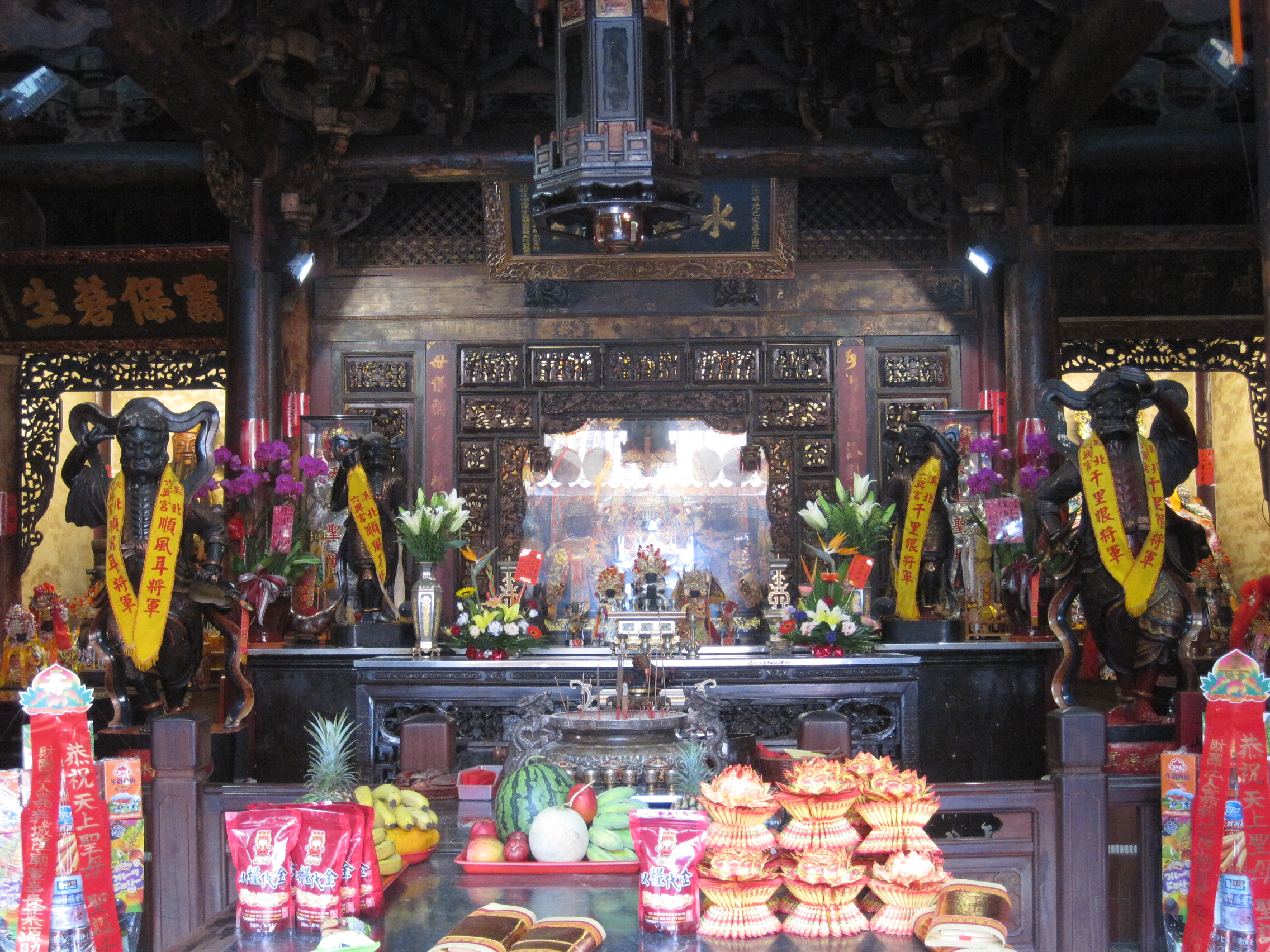
溪北六興宮內部

溪北六興宮，是臺灣嘉義縣新港鄉著名的媽祖廟，主祀天上聖母媽祖。據說與北港朝天宮、新港奉天宮所奉祀的媽祖神像，為古笨港天后宮所奉祀的三尊媽祖，為同一木所刻，稱作「大媽」、「二媽」、「三媽」。王得祿提督將「三媽」神像帶回其宅第奉祀，1839年建廟，是為六興宮。

## 祀神
- 大殿：天上聖母（千里眼將軍、順風耳將軍）、玄天上帝、福德正神
- 前殿：神農大帝、中壇元帥、虎爺
- 左殿：觀音佛祖、十八羅漢、註生娘娘
- 右殿：關聖帝君、關平太子、周倉將軍
- 太歲殿：太歲星君

## 歷史
- 明朝天啟二年（1622年）福建船戶劉定國奉請湄洲天后宮媽祖（俗稱船仔媽）金身神像，橫渡黑水溝航經笨港時，媽祖顯聖神諭永駐此地；從此笨港十寨輪流奉祀，永保台疆[1]。

- 清康熙三十九年（1700年）與外九庄合建天妃廟於笨港[2]，1730年（清雍正八年）始稱「笨港天后宮」[1]。

- 乾隆年間（1765年）三慷榔庄（現今雲林縣元長鄉客仔厝）笨港溪邊由上游漂來樟木，每逢夜晚即會發出毫光，被庄民撈起後獻給笨港天后宮，依神諭雕為三尊媽祖神像：樹頭那節雕成之神像稱為「祖媽－大媽」，中節雕成之神像稱為「二媽」，末節雕成之神像稱為「三媽」，此三神像與「船仔媽－開台媽祖」同奉祀於笨港天后宮內[1]。

- 嘉慶四年（1799年）笨港溪洪水橫溢氾濫，淹沒四千多戶住家，笨港天后宮也遭沖毀，據傳神像沖走下落不明；亦有一說，住持景瑞和尚護持的廟中神像、文物，東移至麻園寮土地公廟肇慶堂（後稱笨新南港，後改稱新港）[3][2]。

- 嘉慶六年（1801年）當時有住持景瑞和尚發起建廟，經福建水師提督王得祿捐俸及十八庄人士共同捐獻[3]。

- 嘉慶十六年（1811年）新廟落成，王得祿奏請嘉慶帝御賜宮名「奉天宮」，為古笨港天后宮香火之分支及延續，據傳天后宮四尊神像亦暫奉於奉天宮[1]。

- 道光十七年（1837年）於笨港天后宮原址之北港朝天宮修建，相傳建廟後向新港奉天宮請求天后宮媽祖神像應返奉於北港朝天宮，最後由王得祿出面協議仲裁，決定一尊留在奉天宮、一尊供奉朝天宮，至於順位則尚有爭論（奉天宮說法為大媽在奉天宮、二媽至朝天宮），「三媽」由王得祿請回牛稠溪（現今溪北）暫供於提督公館「奉茶」；在王得祿逝世後，「三媽」則歸入溪北六興宮奉祀[1]。

- 道光十九年（1839年）王得祿祈願「溪北」、「月眉」、「月潭」、「安和」、「後厝」、「六斗」等六庄皆能興旺，故取名為「六興宮」，親自恭請「正三媽」神像入殿安座[2]。

- 大正三年（1914年），因之前的嘉義大地震，王得祿後代王順記與江濟振、李烏沙等士紳出資聘請名匠陳應彬重建。

- 1951年擴建。

## 文物
| 類別 | 名稱     | 簡介 |
| 匾額 | 霛保蒼生 | 右題「道光十四年（1834年）花月吉旦」 左題「原任閩浙水陸提督二等子爵晉加太子太保王得祿敬立」。原匾已遺失，此為仿作。 |
| 匾額 | 水德增光 | 右題「歲次道光己亥孟冬吉旦」 左題「双眼花翎太保子爵閩浙提督王得祿敬立」。                                           |
| 匾額 | 威靈護我 | 歲次己未仲冬吉旦，太保庄王國棿虔題。                                                                                |

## 外部連結
- 溪北六興宮 （页面存档备份，存于）
- 六興宮——文化部文化資產局 （页面存档备份，存于）